# Fribosjön
Fribosjön är en sjö i Filipstads kommun i Värmland och ingår i Göta älvs huvudavrinningsområde. Sjön är 19 meter djup, har en yta på 0,553 kvadratkilometer och är belägen 263,1 meter över havet. Sjön avvattnas av vattendraget Saxhyttälven (Stensjöälven).

## Delavrinningsområde
Fribosjön ingår i det delavrinningsområde (664472-140676) som SMHI kallar för Inloppet i Stensjön. Medelhöjden är 279 meter över havet och ytan är 6,47 kvadratkilometer. Räknas de 3 avrinningsområdena uppströms in blir den ackumulerade arean 26,78 kvadratkilometer. Saxhyttälven (Stensjöälven) som avvattnar avrinningsområdet har biflödesordning 3, vilket innebär att vattnet flödar genom totalt 3 vattendrag innan det når havet efter 379 kilometer. Avrinningsområdet består mestadels av skog (64 procent) och sankmarker (19 procent). Avrinningsområdet har 0,55 kvadratkilometer vattenytor vilket ger det en sjöprocent på 8,4 procent.